# Metro-Cross
Metro-Cross är ett arkadspel som släpptes av Namco 1985. Spelet, som är i färg, gavs även ut till bland annat Commodore 64, Atari ST, Amstrad CPC och ZX Spectrum.
Man är en liten gubbe som springer en raksträcka full med hinder i form av rullande burkar, "vattenpölar" som man kan ramla ner i, och något som liknar minor. Man kan också åka skateboard och tjäna mer tid ju längre man lyckas behålla den.